# Skellefteå Kraft Arena
Skellefteå Kraft Arena – kryte lodowisko położone w Skellefteå, na którym swoje mecze rozgrywa drużyna hokejowa SHL – Skellefteå AIK. Obiekt powstał w 1967 roku i może pomieścić 6 001 widzów.